# 剑栏之战
剑栏之战（Battle of Camlann、又称作卡姆蘭戰役）是传说中亚瑟王的最后一战。不久前因追擊蘭斯洛特而負傷的高文在这场战斗中被莫德雷德擊殺，戰役的最後，亚瑟王雖杀死了叛乱的莫德雷德，但自己也受了致命的重伤并在不久后死去。由于关于这场战役的记载非常少，一些历史学家对这场战役的真实性表示怀疑。关于这场战役的最早记载来自《Annales Cambriae》一书，书中记载这场战斗发生于537年。这场战役的具体地点也未有定论，可能的地点包括薩默塞特的女王般地（Queen Camel）等。